# Птичанское Горькое
Птичанское Горькое — озеро в Шумихинском районе Курганской области России. Расположено в 0,5 км севернее села Птичье.
Впервые озеро было описано академиком Палласом П. С., во время путешествия по провинциям Российского государства.
Памятник природы Курганской области, режим охраны установлен Постановлением Правительства
Курганской области от 05.02.2001 г. № 52. Площадь памятника установлена в границах линии уреза воды в летний период — 66,1 га.

## Характеристики озера
Озеро расположено в неглубоком понижении местности, вытянуто с севера на юг. Берега низменные, пологие, местами поросли тростником. Южный берег озера имеет песчаный пляж. Отметка уреза воды 175 метров над уровнем моря. Озеро окружено берёзовым лесом и солончаками. Питание озера осуществляется за счёт атмосферных осадков и подземных вод. Глубина озера не превышает 1 метра. Вода сильно минерализована (солёность 45-53 г/л), по составу сульфатно-хлоридная магниево-натриевая. На дне озера залегает слой сапропеля мощностью до 1 м. Запасы сапропелевой грязи составляют 621,6 тыс. м³. Озеро имеет рекреационное значение, а его донные отложения обладают лечебными свойствами. Они используются для лечения в Птичанском детском санатории и реализуются в фасованном виде.

## Данные водного реестра
По данным государственного водного реестра России относится к Иртышскому бассейновому округу, водохозяйственный участок реки — Миасс от города Челябинск до устья. Речной бассейн — Иртыш, речной подбассейн — Тобол.
Код водного объекта: 14010501011199000000190.